# Hipposcarus
Hipposcarus es un género de peces de la familia Scaridae, del orden Perciformes. Este género marino fue descrito por primera vez en 1956 por James Leonard Brierley Smith.

## Especies
Especies reconocidas del género:
- Hipposcarus harid (Forsskål, 1775)
- Hipposcarus longiceps (Valenciennes, 1840)